# Trais Fluors
Las Trais Fluors ([lɐsˌtraɪ̯sˈfluə̯rs]ⓘ) ist ein Hochplateau mit drei markanten Spitzen bei Celerina im Oberengadin im Schweizer Kanton Graubünden.
Der Dolomitgrat mit den drei Spitzen erhebt sich etwa 100 Meter über das Plateau. Die westlichste Spitze, Piz dal Büz ([ˌpitsdɐlˈbyts]ⓘ), ist mit einer Höhe von 2955 m ü. M. die höchste. Der Name Las Trais Fluors ist rätoromanisch und bedeutet auf Deutsch Die Drei Blumen.
Das Hochplateau gehört zum Skigebiet Corviglia-Marguns-Piz Nair von St. Moritz. Die gleichnamige Bergstation liegt auf einer Höhe von 2752 m und ist mit einer Sechser-Sesselbahn von der Bergstation Marguns (2278 m) aus sowohl im Sommer als auch im Winter erreichbar. Trais Fluors verfügt über drei Abfahrten unterschiedlichen Schwierigkeitsgrades.